# Nate Linhart
Nathaniel Andrew „Nate“ Linhart (* 14. November 1986 in Gahanna, Ohio) ist ein US-amerikanischer Basketballspieler. Linhart spielte nach seinem Studium zu Karrierebeginn 2009 in Österreich für die Panthers aus Fürstenfeld, bevor er zur Spielzeit 2010/11 zunächst in seine Heimat in die NBA Development League zurückkehrte. Zwischen 2011 und 2013 spielte Linhart auch zwei Jahre in der deutschen Basketball-Bundesliga für die TBB Trier, bevor er in Italien, eine Saison für den damaligen israelischen Europapokalsieger Maccabi Tel Aviv spielte und in der spanischen Liga ACB für CAI Saragossa spielte. Später spielte er erneut in Deutschland.

## Karriere
Linhart wechselte nach der Schulzeit in seiner Heimatstadt 2005 zum Studium an die University of Akron im selben US-Bundesstaat. Hier spielte er in der Hochschulmannschaft Zips in der Mid-American Conference der National Collegiate Athletic Association (NCAA). 2006 bekam man eine Einladung zum National Invitation Tournament und 2007 zog er zusammen mit unter anderem Dru Joyce und Romeo Travis als Mitspieler in das Endspiel um die Conference-Meisterschaft ein, das jedoch knapp mit einem Punkt Unterschied gegen die RedHawks der Miami University verloren ging, in deren Reihen unter anderem der spätere Bundesliga-Profi Nathan Peavy stand. Nach einer weiteren Finalniederlage 2008 gegen den Erzrivalen Golden Flashes der Kent State University gewann man 2009 erstmals das Meisterschaftsturnier und qualifizierte sich damit auch seit 1986 erstmals wieder für die landesweite Endrunde der NCAA. Dort verlor man in der ersten Runde gegen die Bulldogs der Gonzaga University. Linhart wurde in seiner Collegespielzeit zum besten Verteidiger der Conference und zum „Most Valuable Player“ des Meisterschaftsturniers ernannt.
2009 begann Linhart seine Karriere als Profi in der österreichischen Basketball-Bundesliga beim Pokalsieger Panthers aus Fürstenfeld. Zu Beginn der Spielzeit gewann man gegen Meister WBC Raiffeisen Wels den Supercup. Nachdem man den Pokaltitel nach einer Endspielniederlage gegen die Allianz Swans Gmunden nicht verteidigen konnte, verlor man auch die Finalserie um die Meisterschaft gegen denselben Gegner. Im Anschluss kehrte Linhart in seine Heimat zurück und spielte in der NBA Development League (D-League) für die BayHawks aus Erie (Pennsylvania). Hier konnte man sich nach einem guten zweiten Platz in der Eastern Division für die Play-offs qualifizieren, in denen man jedoch bereits in der ersten Runde ausschied. Linhart konnte sich jedoch auf diesem Wege nicht für einen Vertrag in der am höchsten dotierten Profiliga NBA empfehlen und verließ nach Ende der Spielzeit diese Liga.
Zu Beginn der Basketball-Bundesliga 2011/12 bekam Linhart einen Vertrag beim deutschen Erstligisten TBB aus Trier, wo er erneut mit seinem ehemaligen Mannschaftskameraden Dru Joyce zusammenspielte. Nach dem Klassenerhalt spielte Linhart, der bester „Balldieb“ der Spielzeit 2011/12 war, im Unterschied zu Joyce auch in der folgenden Saison für den deutschen Erstligisten. Er steigerte sich im Angriff von seiner ersten zur zweiten Trierer Saison von 9,3 auf 12,6 Punkte pro Spiel.
Nach Ablauf seines Vertrages im Sommer 2013 wechselte Linhart aus Deutschland nach Italien und unterschrieb bei Erstligist Reyer Venezia Mestre bis 2014. Im Spieljahr 2014/15 stand Linhart beim israelischen Spitzenverein Maccabi Tel-Aviv unter Vertrag und trat mit der Mannschaft auch im wichtigsten europäischen Vereinswettbewerb, der EuroLeague an. Nach einem Jahr in Spanien, welches er beim Erstligisten CAI Saragossa zubrachte, kehrte Linhart in die deutsche Bundesliga zurück und schloss sich Medi Bayreuth an. In Bayreuth gehörte der für seine vielseitige Spielweise bekannte US-Amerikaner zwei Jahre lang zu den Leistungsträgern. Ende Juli 2018 wurde Linhart vom mehrmaligen belgischen Meister Spirou BC Charleroi verpflichtet. Dort blieb er hinter den Erwartungen der Verantwortlichen zurück und wechselte Anfang Februar 2019 zum Bundesligisten Telekom Baskets Bonn. Dort wurde sein Vertrag nach Ablauf der Saison nicht verlängert. 
Ende August 2019 wurde er vom israelischen Erstligisten Hapoel Beer Sheva verpflichtet.
Im Oktober 2019 wurde Linhart von seinem ehemaligen Verein Medi Bayreuth zurück in die BBL geholt. Er bekam dort einen Vertrag über sechs Wochen um den verletzten Spieler Lucious „Lucky“ Jones zu vertreten. Linhart, der in den ersten beiden Jahren in Bayreuth bereits zum Publikumsliebling avancierte fügte sich perfekt ins neue Team ein, was die Verantwortlichen von Medi Bayreuth dazu bewegte, die Crowdfunding-Aktion „Nate muss bleiben“ zu starten. Der erforderliche Betrag wurde innerhalb kürzester Zeit erreicht und sein Vertrag bis Saisonende verlängert. Nach der Saison 2019/2020 wollte er zunächst in Bayreuth bleiben, entschied sich dann aber doch seinen Vertrag bei Bayreuth nicht zu verlängern.